# Suck My Kiss
«Suck My Kiss» — песня американской рок-группы Red Hot Chili Peppers, третий сингл из альбома Blood Sugar Sex Magik. Сингл был выпущен в 1992 году для радиостанций в США и на физических носителях в Австралии. Музыкальное видео на эту песню было смонтировано из кадров документального фильма Funky Monks. Также в клипе присутствуют кадры возвращения американской армии с войны в Персидском заливе, они окрашены в красные тона. Композиция была включена в сборник Greatest Hits.
В ноябре 2010 года Энтони Кидис рассказал, что песня об оральном сексе — источником для вдохновения стал один парень из его школы, который постоянно думал как бы это заполучить.
Несмотря на то, что песня очень нравится фанатам, и группа исполнила её на своих концертах около 200 раз (в период с 1991 по 2003 годы), после 2006-го «Suck My Kiss» сыграли всего 4 раза (в ходе турне Stadium Arcadium Tour). С тех пор она вовсе отсутствовала в сет-листах, до концерта в Тампе, где группа исполнила её вновь — отыграв шоу в поддержку альбома I'm with You.

## Список композиций
Компакт-диск, ограниченное концертное издание, выпущенное только для Австралии (1992)
1. «Suck My Kiss» (Album Version)
2. «Search and Destroy» (Non-LP Track)
3. «Fela’s Cock» (Non-LP Track)

Компакт-диск, промосингл (1992)
1. «Suck My Kiss» (Radio Version)
2. «Suck My Kiss» (Album Version)

Грампластинка (1992)
1. «Suck My Kiss» (Radio Version)
2. «Suck My Kiss» (Album Version)

## Хит-парады
| Хит-парад (1992)                 | Высшая позиция |
| -------------------------------- | -------------- |
| ARIA Singles Chart               | 8              |
| Billboard Hot Modern Rock Tracks | 15             |